# 卡斯圖 (足球運動員)
卡斯圖·埃斯皮诺萨·巴里加（西班牙語：Casto Espinosa Barriga，1982年6月18日—）簡稱卡斯圖，西班牙足球運動員，效力西班牙甲組足球聯賽足球會皇家贝蒂斯，司職守門員。

## 外部連結
- 貝迪斯官方檔案 （西班牙文）
- BDFutbol檔案（页面存档备份，存于） （英文）
- Futbolme檔案 （页面存档备份，存于） （西班牙文）
- Transfermarkt檔案 （页面存档备份，存于） （英文）